# Bee Bob Brothers
Der Bee Bob Brothers Football Club ist ein Fußballverein aus Mariental in Namibia. Er trägt seine Heimspiele im Mariental-Stadion aus.

## Geschichte

### Liga
In der Saison 2001/02 spielte Bee Bob Brothers einmalig als Aufsteiger in der Namibia Premier League, stieg als 14. wieder ab. Bee Bob Brothers spielte fortan in der zweitklassigen Namibia First Division, verkaufte die Startrechte aber 2007/08 an Namib Woestyn.
In der Saison 2009/10 sowie 2011/12 wurde Bee Bob Brothers Meister der drittklassigen Namibia Second Division in der Region Hardap und wurde 2012/13 in der Namibia First Division sechster der Teilliga Süd. Auch in den beiden Folgesaisons 2013/14 und 14/15 spielte der Verein in der zweithöchsten Spielklasse Namibias. 

### Pokal
Der Verein nahm an den nationalen Pokalwettbewerben 1999, 2010, 2014 und 2017 teil und erreichte bei den letzten beiden Teilnahmen jeweils das Achtelfinale. Größter Erfolg war die Finalteilnahme beim Swabou Charity Cup 2002.

## Bekannte Spieler
- Johannes Jantze (* 1983), namibischer Fußballnationalspieler